# آیومو اوهاتا
آیومو اوهاتا (ژاپنی: 大畑 歩夢؛ زادهٔ ۲۷ آوریل ۲۰۰۱) یک بازیکن فوتبال اهل ژاپن است.
از باشگاه‌هایی که در آن بازی کرده‌است می‌توان به باشگاه فوتبال ساگان توسو اشاره کرد.